# Longitud galáctica
La longitud galáctica es el ángulo (en grados) entre la dirección Sol-centro Galaxia y la proyección del objeto sobre el plano de  la galaxia.    
El origen de ángulos para esta coordenada galáctica  es la dirección del centro de la galaxia al Sol. La otra coordenada es la latitud galáctica.
- Datos: Q3259126